# Sorry We Missed You
Sorry We Missed You (entspricht etwa der Mitteilung „Wir haben Sie leider nicht angetroffen“) ist ein Filmdrama von Ken Loach, das am 16. Mai 2019 im Rahmen der Internationalen Filmfestspiele von Cannes seine Premiere feierte und hier im Wettbewerb um die Goldene Palme konkurrierte. Ende Januar 2020 kam der Film in die deutschen Kinos.

## Handlung

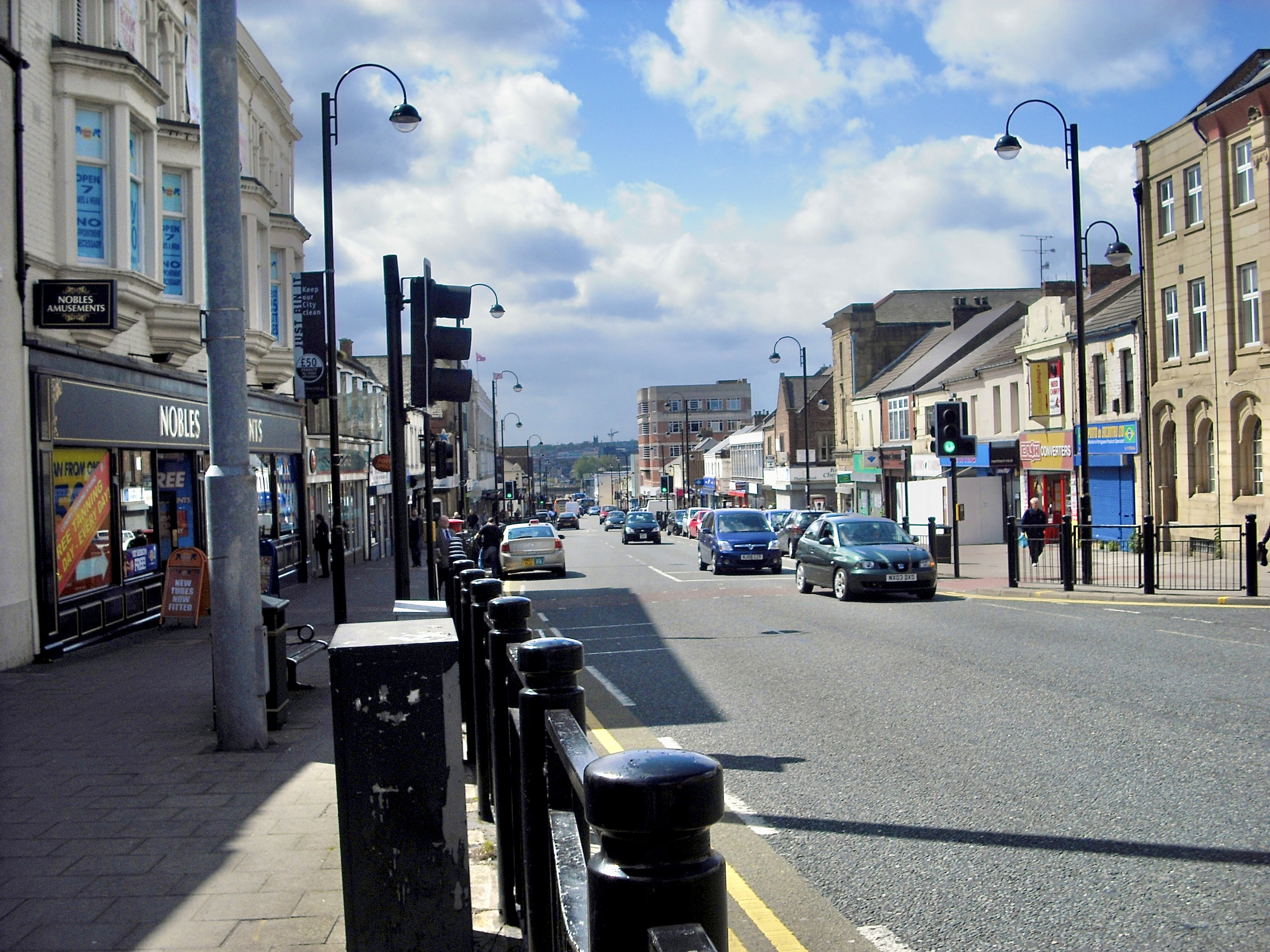
Die Dreharbeiten fanden in Byker in Newcastle upon Tyne statt, unter anderem in der Shields Road

Der verschuldete Ricky Turner fängt bei einem Paketdienst eine Tätigkeit als scheinselbständiger Zusteller an und glaubt, dadurch werde er mehr Zeit für seine Familie haben – seine Frau Abby, den etwa 15-jährigen Sebastian (Seb) und die 11-jährige Liza Jane. Seinen Kleintransporter muss er allerdings selbst aufbringen; für die Anzahlung wird Abbys Kleinwagen verkauft, so dass diese ihren Job im häuslichen Pflegedienst nun zeitraubend per Bus verrichten muss. Ricky ist nun sechs Tage die Woche und 14 Stunden pro Tag unterwegs. Für Fehlzeiten müsste er einen Ersatzfahrer stellen oder eine saftige Geldstrafe in Kauf nehmen. Das Familienleben kommt zum Erliegen, beide Eltern kommen erst spät nach Hause und kommunizieren mit den Kindern nur noch telefonisch.
Liza Jane packt die veränderte Situation zunächst selbstbewusst und optimistisch an, aber Seb steckt selbst in einer Krise, er lässt die Schule schleifen und geht mit Freunden Graffiti sprühen. Ricky findet in seinem Arbeitsdruck niemals Zeit, sich an kritischen Punkten um ihn zu kümmern. Als Seb schließlich wegen eines Ladendiebstahls festgenommen wird, verliert Ricky die Beherrschung, Seb verlässt zornig das Haus. Am nächsten Morgen ist der Schlüssel des Transporters nicht auffindbar. Als Seb schließlich nach Hause kommt, schlägt Ricky ihn in einer heftigen Auseinandersetzung ins Gesicht und wird von Abby hinausgeworfen. Später gesteht Liza Jane, den Schlüssel versteckt zu haben, damit sie endlich wieder eine Familie sind.
Kurz darauf wird Ricky auf seiner Pakettour von mehreren Männern zusammengeschlagen und ausgeraubt. Während der Wartezeit in der Notaufnahme erfährt er telefonisch, dass die Waren zwar größtenteils versichert sind, aber zwei gestohlene Pässe sowie den vom Paketdienst gestellten und beim Überfall zerstörten Scanner müsse er selbst zahlen. Darauf rastet Abby am Telefon aus und beschimpft Rickys Chef. Zu Hause bietet Seb, offenbar zu einer Einsicht gekommen, Ricky seine Unterstützung an.
Am folgenden Tag bricht Ricky in seinem schwer verletzten Zustand zur Arbeit auf, obwohl seine ganze Familie ihn davon abzubringen versucht. Der Film endet offen während seiner Anfahrt.

## Produktion

### Stab, Idee und Filmtitel
„Es geht um eine Familie, die in Not gerät. Sie wehren sich, sie tun ihr Bestes. […] Wir wollten eine Geschichte erzählen, die vielen Menschen zustößt. Es ist keine extreme Geschichte.“

Regie führte Ken Loach, das Drehbuch stammt von Paul Laverty. Gegenüber dem Filmdienst erklärte Loach, die Art und Weise, wie sich die Arbeit verändert hat, sei ungerecht. Früher hätten die Menschen einen Job gehabt, der sicher war, mit Kündigungsschutz und Gehältern, die ausreichten, um eine Familie zu ernähren. Das habe sich jedoch entscheidend verändert: „Arbeit ist prekär geworden. Es gibt keine Garantie mehr, ob man morgen noch einen Job hat oder nicht. Die Gehälter sind gesunken, und man weiß nicht mehr, ob man in der nächsten Woche noch dasselbe verdient.“ Es gehe in seinem Film um eine Familie, die in Not gerät, die sich aber wehrt und ihr Bestes tut. Doch am Ende sei der Vater ein Gefangener in seinem eigenen Lastwagen. Sie hätten eine Geschichte erzählen wollen, die vielen Menschen zustößt und keine extreme Geschichte, so Loach, denn was sie beschreiben, passiere Millionen von Familien: „In Großbritannien leben 14 Millionen Menschen in Armut, darunter vier Millionen Kinder. 1,5 Millionen Menschen sind völlig mittellos, sie haben nicht die Möglichkeit, sich Lebensmittel oder ein Dach über dem Kopf zu leisten.“  Der Filmtitel (dt.: „Wir haben Sie leider nicht angetroffen“) bezieht sich auf die Benachrichtigungskarte, die der Paketbote nach einem nicht erfolgreichen Zustellversuch beim Kunden einwirft.

### Besetzung und Dreharbeiten
Die Hauptrolle von Ricky Turner wurde mit Kris Hitchen besetzt, die seiner Frau Abby mit Debbie Honeywood. Rhys Stone spielt ihren Sohn Seb, Katie Proctor ihre Tochter Liza Jane. Hitchen war zwar zuvor bereits als Schauspieler tätig, hatte aber vor allem als Klempner gearbeitet, und er habe einen Lieferwagen besessen, so der Regisseur. Honeywood arbeitet als Assistenzlehrerin mit Kindern, die Lernschwierigkeiten haben und hatte nur wenig Schauspielerfahrung. Die beiden Kinder kommen aus Schulen vor Ort. Die deutsche Synchronisation entstand nach der Dialogregie von Horst Geisler im Auftrag der TaunusFilm Synchron GmbH, Berlin. Florian Clyde leiht in der deutschen Fassung Ricky Turner seine Stimme.
Die Dreharbeiten fanden in Byker in Newcastle upon Tyne, hier unter anderem in der Shields Road, und auf dem Gelände von Team Valley in Gateshead im Nordosten von England statt. In Byker hatte Loach bereits Ich, Daniel Blake gedreht, ein Stadtteil, aus dem auch Dave Johns stammt, der Hauptdarsteller des Films, in dem es ebenfalls um Armutsbekämpfung, den Überlebenskampf und grundlegende Menschenrechte ging. Es schien Loach eine gute Idee zu sein, ähnliche Handlungsorte zu verwenden, mit Menschen vor dem gleichen kulturellen Hintergrund. Tim Lindemann von epd Film bemerkt, Loach, der zum Ende der 1980er Jahre den realistischen Stil der britischen New Wave zurück in die Kinos brachte, erzähle seit gut 50 Jahren brillant von der Härte des Lebens am unteren Ende des sozialen Spektrums, wie zuletzt im Drama Ich, Daniel Blake, die er als eine authentische Repräsentation prekärer Lebensumstände beschreibt. Über den Drehort Newcastle sagte der Regisseur: „Die Geschichte könnte überall spielen, aber Newcastle ist gut, weil dort die alten Industrien wie Kohle, Stahl und Schiffbau verschwunden sind. Es gibt eine lange Tradition von Arbeitskämpfen, der Dialekt ist sehr stark, die Sprache ist komisch, sie haben eine Fußballmannschaft, Newcastle United, die jeder unterstützt.“

### Filmmusik und Veröffentlichung
Die Filmmusik wurde von George Fenton komponiert, mit dem Loach bereits bei mehreren seiner Filme zusammengearbeitet hatte, zuletzt bei Angels’ Share – Ein Schluck für die Engel und Ich, Daniel Blake.
Der Film feierte am 16. Mai 2019 im Rahmen der Internationalen Filmfestspiele von Cannes seine Premiere, wo er im Wettbewerb um die Goldene Palme konkurrierte. Im August 2019 wurde er beim Melbourne International Film Festival vorgestellt. Im September 2019 wurde der Film beim Toronto International Film Festival im Rahmen der Sektion Masters gezeigt und im gleichen Monat im Rahmen der Filmkunstmesse Leipzig vorgestellt. Ende September, Anfang Oktober 2019 wurde der Film beim Filmfest Hamburg vorgestellt. Ein Kinostart in Frankreich ist am 23. Oktober 2019 geplant, in den Niederlanden am 14. November 2019 und in Deutschland am 30. Januar 2020. Im Vereinigten Königreich wird der Film von Entertainment One vertrieben.

## Rezeption

### Kritiken
Der Film stieß bislang auf die Zustimmung von 88 Prozent aller Kritiker bei Rotten Tomatoes und erreichte hierbei eine durchschnittliche Bewertung von 7,8 der möglichen 10 Punkte. Bei Metacritic erhielt der Film einen Metascore von 82 von 100 möglichen Punkten. In der bei Screen veröffentlichten Kritikerumfrage zu den Festivalbeiträgen in Cannes erhielt er 2,5 von 4 möglichen Punkten.

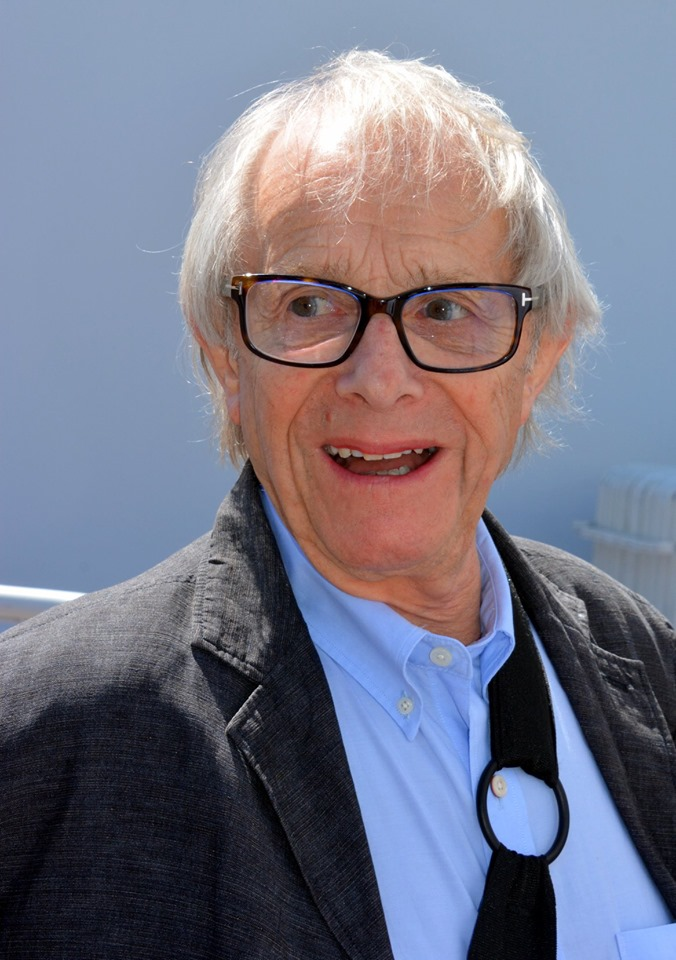
Ken Loach bei der Premiere des Films im Mai 2019 in Cannes

Andreas Busche vom Tagesspiegel schreibt, Ken Loachs Film über den Überlebenskampf einer Familie aus der unteren Mittelschicht gehöre zu seinen schönsten Arbeiten der letzten Zeit: „Unaufgeregt und frei von Klassenpathos erzählt Loach mit poröser Menschlichkeit, die sich allein dank emphatischer Alltagsbeobachtungen einstellt. Es gibt keine Krisen zu bewältigen, der Alltag selbst ist eine einzige Krisensituation. Das Geld reicht in dem Doppelverdienerhaushalt kaum aus, um über die Runden zu kommen.“
In einem Beitrag des mdr kultur Filmmagazins vom 1. Februar 2020 heißt es, Loach, der für eindringliche Sozialdramen steht, in denen seine Mittelschichtprotagonisten immer hilf- und machtlos dem übermächtigen System ausgeliefert sind, zeige mit dem Film, „dass er seinen scharfen Blick auf gesellschaftliche Deformationen nicht verloren hat.“
Michael Meyns von der Gilde deutscher Filmkunsttheater schreibt, Loach stelle seinen Figuren, wie im Buch Hiob, ein Hindernis nach dem anderen in den Weg und sei gerade dadurch so hart, gesellschaftskritisch und vor allem realistisch wie nie zuvor: „Mit größter Genauigkeit beschreibt Loach die Strukturen der modernen Gig Economy, bei der Arbeitnehmern die Vorzüge der Selbstständigkeit vorgegaukelt werden, die jedoch in Wirklichkeit zu einer Reduzierung von Sozialstandards und Arbeiterrechten führt.“ Im neoliberalen Streben nach ständiger Optimierung und Einsparung, würden im Film alle Mittel angewandt, um Arbeitnehmer zu benachteiligen, so die mobile Krankenschwester Abby, die etwa nicht nach Stunden bezahlt werde, sondern pro Patienten, so Meyns. Er lasse die Familie immer weiter in die Krise schlittern, Rickys Jähzorn werde immer stärker, die Arbeitszeiten der Eltern immer länger, so dass zudem die beiden Kinder immer mehr vernachlässigt werden. Schuld an dem Übel sei jedoch niemand Bestimmtes, selbst Rickys Chef beim Paketdienst sei nur Teil eines Systems, das im Streben nach Gewinnmaximierung längst die Menschlichkeit verloren hat. Auch wenn der Schauplatz von Sorry We Missed You England sein mag, könne man die Strukturen in ganz Europa finden, in allen Ländern, in denen Sozialsysteme zunehmend schwächer werden und Profitdenken längst alles überstrahlender Raison d’être geworden ist, so Meyns.

### Einsatz im Unterricht
Das Onlineportal kinofenster.de bestimmte Sorry We Missed You zum Film des Monats Februar 2020, empfiehlt den Film für die Unterrichtsfächer Sozialkunde, Wirtschaft, Politik, Ethik und Religion und liefert dazu Material ab der 8. Klasse. Dort schreibt der Filmjournalist und Filmpädagoge Holger Twele, ohne Melodramatik, aber mit viel Mitgefühl erzähle Loach eine universelle Geschichte über Leistungsdruck und Ausbeutung, Pflegenotstand und Nächstenliebe, Menschlichkeit und Menschenwürde.

### Auszeichnungen
Der Film befindet sich in einer Vorauswahl für den Europäischen Filmpreis 2019. Im Folgenden weitere Nominierungen.
British Academy Film Awards 2020
- Nominierung als Bester britischer Film

British Independent Film Awards 2019
- Nominierung als Bester Schauspieler (Kris Hitchen)
- Nominierung für das Beste Drehbuch (Paul Laverty)[23]

Chicago International Film Festival 2019
- Nominierung als Bester Spielfilm im internationalen Wettbewerb (Ken Loach)
- Auszeichnung als Beste Schauspielerin mit dem Silver Hugo (Debbie Honeywood)[24][25]

European Film Festival Palić 2019
- Nominierung als Bester Film für den Golden Tower (Ken Loach)[26]

Festival Internacional de Cine de San Sebastián 2019
- Auszeichnung mit dem Publikumspreis als Bester europäischer Film (Ken Loach)[27]

Filmfest Hamburg 2019
- Nominierung für den Art Cinema Award (Ken Loach)[28]

Internationale Filmfestspiele von Cannes 2019
- Nominierung für die Goldene Palme (Ken Loach)

## Synchronisation
Der Film wurde von der Berliner TaunusFilm Synchron GmbH synchronisiert; Dialogregie führte Horst Geisler.
| Rolle           | Darsteller              | Synchronsprecher     |
| --------------- | ----------------------- | -------------------- |
| Ricky Turner    | Kris Hitchen            | Florian Clyde        |
| Abby Turner     | Debbie Honeywood        | Marie-Isabel Walke   |
| Seb (Sebastian) | Rhys Stone              | Paul-Lino Krenz      |
| Liza Jane       | Katie Proctor           | Johanna Schmoll      |
| Maloney         | Ross Brewster           | Erich Räuker         |
| Henry Morgan    | Charlie Richmond        | Stefan Krause        |
| Mollie          | Heather Wood            | Kornelia Boje        |
| Harpoon         | Alberto Dumba           | Kaze Uzumaki         |
| Dodge           | Jordan Collard          | David Kunze          |
| Roz             | Natalia Stonebanks      | Zalina Sanchez Decke |
| Freddie         | Julian Ions             | Julien Haggège       |
| Rosie           | Sheila Dunkerley        | Eva-Maria Werth      |
| Ben             | Christopher John Slater | Alexander Gaida      |